# بول هنري سانداوغو داميبا
بول هنري سانداوغو داميبا (مواليد 2 يناير 1981) هو قائد عسكري بوركينابي يرأس الحركة الوطنية للحماية والاستعادة التي قامت بالانقلاب على روش مارك كريستيان كابوري في 24 يناير 2022.